# Crotalaria anomala
Crotalaria anomala är en ärtväxtart som beskrevs av René Viguier. Crotalaria anomala ingår i släktet sunnhampor, och familjen ärtväxter. Inga underarter finns listade i Catalogue of Life.